# Miliusa cuneata
Miliusa cuneata är en kirimojaväxtart som beskrevs av William Grant Craib. Miliusa cuneata ingår i släktet Miliusa och familjen kirimojaväxter. Inga underarter finns listade i Catalogue of Life.